# Ed Sullivan
Ed Sullivan, nome artístico de Edward Vincent Sullivan, (Nova Iorque, 28 de setembro de 1901 — Nova Iorque, 13 de outubro de 1974) foi um famoso apresentador de televisão dos Estados Unidos, com elevado destaque na cultura popular daquele país, tornando-se uma referência dentro da cultura televisiva norte-americana, principalmente nas décadas de 1950 e 1960.
Seu programa dominical, denominado "The Ed Sullivan Show", teve início em 1948 e término em 1971 na rede de televisão CBS; por lá passaram os maiores nomes da música popular em todo o século XX: Cher, Elvis Presley, Johnny Cash, The Beatles, Carpenters, Rolling Stones, The Doors, The Bee Gees, James Brown, Jackson Five, The 5th Dimension, Stevie Wonder, Diana Ross, entre outros. Morreu de câncer no esôfago.

## Biografia

### Infância e inicio de carreira
Sullivan nasceu em Harlem, Nova Iorque, filho de Elizabeth F. (née Smith) e Peter Arthur Sullivan, um funcionário da alfândega. Ele era de ascendência irlandesa.
Ex-boxeador, Sullivan começou seu trabalho na mídia como jornalista esportivo do jornal The New York Evening Graphic. Quando Walter Winchell, um dos colunistas sociais mais populares de sua época, deixou o jornal, Sullivan assumiu como colunista teatral. Sua coluna foi mais tarde publicada no The New York Daily News. Sullivan logo se tornou conhecido no mundo do entretenimento.

### O The Ed Sullivan Show
Em 1948, o produtor Marlo Lewis, contrata Ed Sullivan para fazer um programa dominical de variedades na rede CBS, Toast of the Town, que mais tarde se tornou o The Ed Sullivan Show. Estreando em junho de 1948, o show foi transmitido dos estúdios da CBS, em 1967 se transferiu para o Broadway Theatre da rua 53 em Nova York, que mais tarde passou a se chamar Teatro Ed Sullivan (local onde foi filmado o Late Show with David Letterman até 2015, quando foi substituído pelo The Late Show with Stephen Colbert)

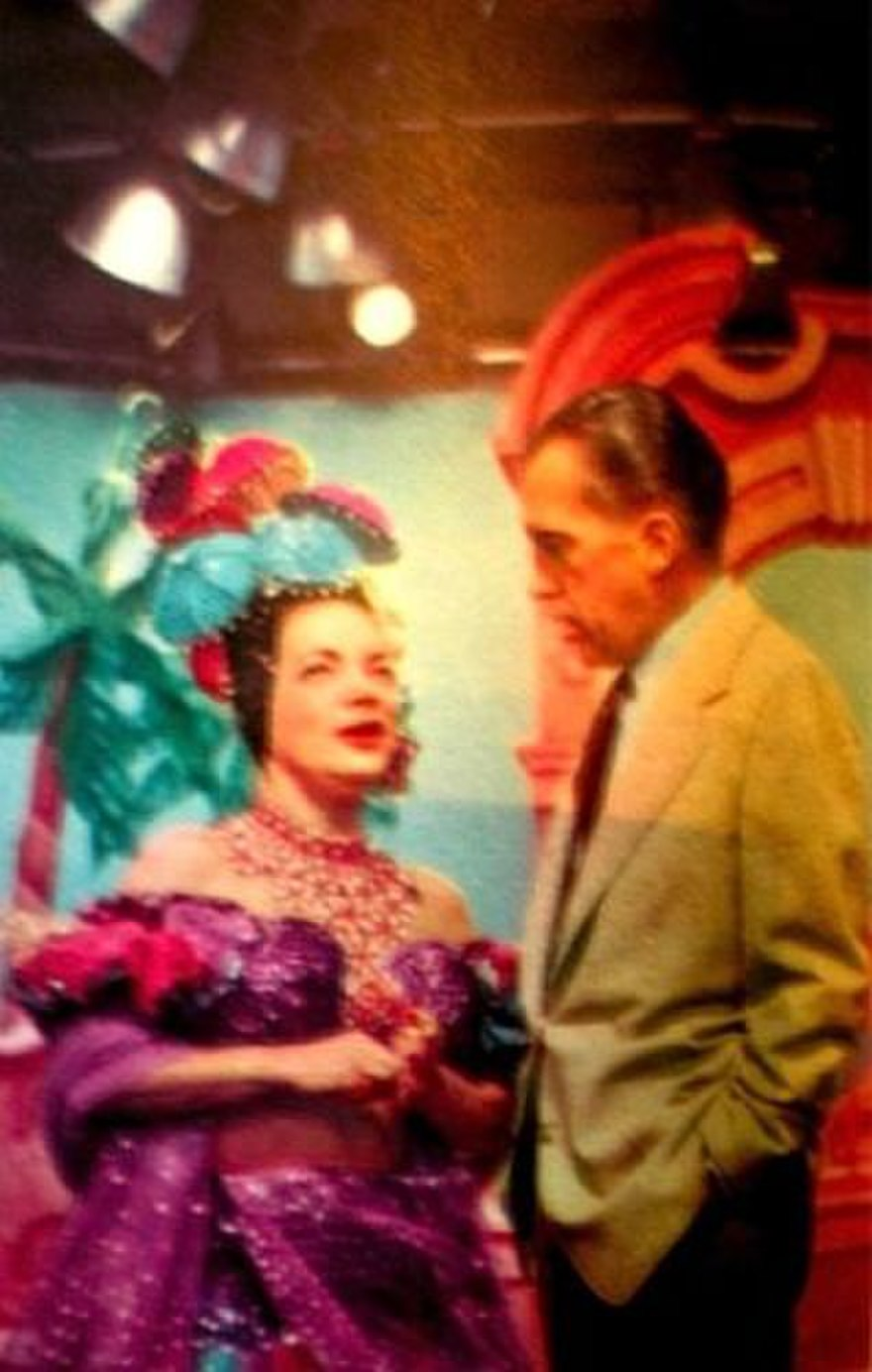
Carmen Miranda e Ed Sullivan, 1953.

O programa recebeu ilustres personalidades: Elvis Presley, Michael Jackson e Carmen Miranda são uma de suas estrelas.
Sullivan inspirou uma canção do musical Bye Bye Birdie, e em 1963, apareceu como ele mesmo no filme "Adeus, Amor" (1963).

### Sullivan, o fabricante de estrelas

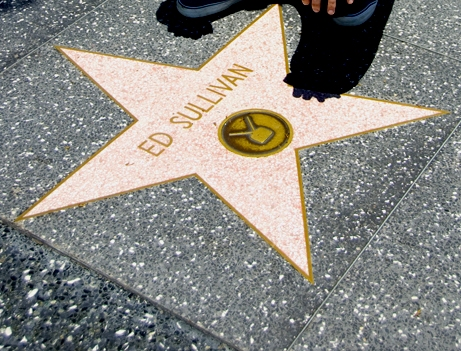
Estrela de Ed Sullivan na Calçada da Fama de Hollywood.

Nos anos 1950 e 1960, Sullivan foi um respeitado fabricante de estrelas, por causa do número de artistas que se tornaram nomes conhecidos depois de aparecer no seu programa. Ele tinha um talento especial para identificar e promover os melhores talentos e pagava uma grande quantia de dinheiro para garantir talentos para o seu show.
Quando Elvis Presley se tornou popular, Sullivan desconfiava de seu estilo bad-boy como cantor e disse que ele nunca iria convidar Presley para seu programa. No entanto, Elvis tornou-se grande demais para ser ignorado, e Sullivan agendou ele três aparições de Presley partir de setembro de 1956, no entanto Sullivan conheceu Presley pessoalmente, e o apresentou ao seu público dizendo: "Este é um decente e bom rapaz real."
Em novembro de 1963, Sullivan testemunhava no Aeroporto de Londres Heathrow a Beatlemania, quando a banda desembarcava de volta da Suécia. No começo, ele estava relutante em reservar os Beatles em seu programa porque a banda não tinha um single lançado nos EUA naquele momento. Mas a pedido de um amigo, o empresário Sid Bernstein, Sullivan apresentava os Beatles em 09 de fevereiro de 1964, se tornando a maior audiência da história da TV americana e ainda um dos programas mais assistidos de todos os tempos. Ao todo os Beatles fizeram 13 aparições no The Ed Sullivan Show, mais do que qualquer outro grupo do Reino Unido.
Em 1969, Sullivan apresentava o grupo The Jackson 5 e o seu primeiro single "I Want You Back", tirando de B. J. Thomas o primeiro lugar da parada pop da Billboard.
Um dos artistas favoritos e mais frequentes de Sullivan foi o bem sucedido girl group The Supremes, que apareceram 17 vezes em seu programa, ajudando a pavimentar seu caminho para a Motown Records. The Temptations, The Four Tops, Martha and the Vandellas foram outros famosos grupos da época, que se apresentaram em seu show de variedades.

## Vida pessoal
Ed Sullivan foi casado com Sylvia Weinstein de 1930, até sua morte em 16 de março de 1973. Em 22 de dezembro de 1930, sua filha, Betty Sullivan (que mais tarde se casou com o produtor do Ed Sullivan Show, Bob Precht), nasceu. 

## Morte
Ed Sullivan morreu em 13 de outubro de 1974, no Hospital Lenox Hill, em Nova York. O seu funeral foi assistido por 3 000 pessoas na Igreja Católica de São Patrício, em Nova York, em um dia frio e chuvoso. Sullivan foi enterrado em uma cripta no Cemitério Ferncliff em Hartsdale, Nova Iorque.
Ele tem uma estrela na Calçada da Fama de Hollywood (6101 Hollywood Blvd).